# Francis Bacon (filosof)
 Der er flere personer med dette navn, se Francis Bacon.
Francis Bacon (født 22. januar 1561, død 9. april 1626) var britisk filosof, statsmand og forfatter. Som 22-årig blev han parlamentsmedlem, og som 57-årig blev han lordskansler (finansminister) i 1618, men blev afsat i 1621 på grund af anklager om bestikkelse.
Bacons værker var opført på Index librorum prohibitorum, som er den katolske kirkes indeks over forbudte bøger.

## Ny videnskabelig metode: Induktion
Bacons navn er knyttet til den induktive metode og til det videnskabelige eksperiment. Induktion var allerede kendt af Aristoteles, men Bacon peger på, at man tidligere har generaliseret ud fra få eksempler eller for hurtigt generaliseret uden at tjekke om generaliseringen er holdbar. 
Han anses som grundlægger af erfaringsfilosofien, også kaldet empirisme, men igen er det spørgsmålet på hvilken måde han udviklede empiricismen, der allerede i en vis form var til stede hos fx Aristoteles. Bacons hovedværk hedder Novum Organum "Det nye værktøj" fra 1620, som er en del af det aldrig færdiggjorte Instauratio magna ("Den store fornyelse"). Med denne titel refereres til Aristoteles værk "Organum" som det oprindelige værktøj, som Bacon hermed mener at han fornyer.

## Videnskabelig utopi
I sin utopi "The New Atlantis" præsenterer Bacon et detaljeret billede af en ny verden med en kompleks videnskabelig infrastruktur, der understøtter eksperimenter og anden videnskabelig udforskning. Der er salt- og ferskvandssøer, haver og menagerier, laboratorier tilegnet studiet af synet, hørelsen, lugtesansen, såvel som observatorier, laboratorier til dyreforsøg, og værksteder til fremstilling af laboratorieudstyr og teknik. Og der er naturligvis museer, samlinger af kuriositeter, smukke og mærkelige ting. Der er steder for studiet af det, vi i dag vil betegne meteorologi, kosmografi, medicin, genetik, geologi, kemi og landbrugsvidenskab. 
Bacons utopi beskriver med andre ord de forskningsinstitutioner, der ses som nødvendige for den nye eksperimentelle filosofi og har fungeret som inspiration for grundlæggelsen af Royal Society i 1660.
Det eneste, der ikke findes i Bacons videnskabelige utopia, skriver Rayward (2004, s. 119) er et bibliotek. Denne udeladelse er ikke tilfældig. Bacon beskrives ofte som grundlægger af empirismen, hvis motto er "Læs naturen, ikke bøger". Siden Bacon har empirismens paradoksale forhold til bøger og biblioteker klart kunne aflæses. (Paradoksalt, fordi Bacon og de øvrige empirister jo skrev – og skriver – bøger og artikler).

## Idollære
I bogen Novum Organum fremførte Bacon sin 'idollære'. Idolerne er fordomme eller vaneforestillinger, som forskerne må befries fra, når de udfører videnskabeligt arbejde. Bacon nævner fire slags:  
- Huleidolet (idola specus) = Menneskets forskellige individuelle vaner som spiller ind på vores erkendelse.
- Stammeidolet (idola tribus)= Menneskets tilbøjelighed til at slutte fra sanserne, som er fejlbarlige, til f.eks. universets indretning.
- Torvets Idol (idola fori) = Sprogets mangler og evne til at vildlede mennesket i søgen efter sandheden.
- Teatrets Idol (idola theatri) = Filosofiske systemers fejlagtige principper og aksiomer.

## Reception
Milton (1998) skriver, at i sidste halvdel af det nittende århundrede begyndte Bacons berømmelse som metodeteoretiker at aftage. Denne tendens fortsatte efter år 1900 og nåede et lavpunkt midt i århundredet, hvor Karl Popper foreslog en videnskabelig metode, der helt undgik induktion, ligesom videnskabshistorikere her fremstillede nye billeder af den videnskabelige revolution, der marginaliserede Bacons bidrag til den. Siden har der været en moderat genoplivning, men Bacon har stadig ifølge Milson ikke genvundet sin plads i den filosofiske kanon.

## Baconteorien
Baconteorien går ud på at Francis Bacon er den virkelige forfatter til William Shakespeares værker og at dette navn blot var et pseudonym, da det at skrive skuespil ikke blev anset som en passende beskæftigelse af en mand af Francis Bacons stand. Hovedargumentet for de såkaldte 'baconister' er, at forfatteren til Shakespeares skuespil skal have været en mand med forstand på historie, sprog, kultur, dannelse og jura m.m. Netop dette synes baconisterne passer bedre på Francis Bacon end skuespilleren William Shakespeare. Baconteorien forbliver dog en teori og kan pga. manglende beviser ikke anerkendes, og den støttes da også kun af meget få forskere.

## Værker
- Essayes or Counsell, Civill and Morall, London; (1597) (Senere, væsentligt udvidede udgaver blev trykt i 1612 og 1625).
- The Advancement of Learning; En meget forøget udgave blev udgivet på latin i 1623: De Dignate et Augmentis Scientarum (1605).
- De Sapientia Veterum (Wisdom of the Ancients), London (1609).
- Novum Organum (1620).
- New Atlantis, London (1627).

### Danske oversættelser
- Det ny Atlantis. Aalborg Pronamos. (1985).(Ufuldendt værk om idealstaten, udgivet posthumt i 1627).
- Essays. Rosenkilde og Bagger (1961).
- Novum organum : første bog. Anis (2007).